# Хорингер
40°22′40″ пн. ш. 111°49′04″ сх. д. / 40.37764° пн. ш. 111.81765° сх. д.
Хорингер (кит. 和林格尔县, пін. Hélíngé'ĕr Xiàn, трансліт. Horinger) — один із повітів КНР у складі префектури Хух-Хото, Внутрішня Монголія. Адміністративний центр — містечко Ченгуань.

## Географія
Хорингер лежить на висоті близько 1160 метрів над рівнем моря у передгір'ях Їньшаню.

### Клімат
Повіт знаходиться у зоні, котра характеризується вологим континентальним кліматом з теплим літом. Найтепліший місяць — липень із середньою температурою 22,5 °C. Найхолодніший місяць — січень, із середньою температурою -12,4 °С.
| Клімат повіту Хорингер  | Клімат повіту Хорингер | Клімат повіту Хорингер | Клімат повіту Хорингер | Клімат повіту Хорингер | Клімат повіту Хорингер | Клімат повіту Хорингер | Клімат повіту Хорингер | Клімат повіту Хорингер | Клімат повіту Хорингер | Клімат повіту Хорингер | Клімат повіту Хорингер | Клімат повіту Хорингер | Клімат повіту Хорингер |
| Показник                | Січ.                   | Лют.                   | Бер.                   | Квіт.                  | Трав.                  | Черв.                  | Лип.                   | Серп.                  | Вер.                   | Жовт.                  | Лист.                  | Груд.                  | Рік                    |
| Середній максимум, °C   | −4,5                   | 0,4                    | 7,3                    | 16,2                   | 23                     | 27,4                   | 28,8                   | 26,6                   | 21,9                   | 14,5                   | 5                      | −2,6                   | 13,7                   |
| Середня температура, °C | −12,4                  | −7,4                   | 0,2                    | 8,9                    | 16                     | 20,6                   | 22,5                   | 20,3                   | 14,7                   | 7,1                    | −2,2                   | −10,1                  | 6,5                    |
| Середній мінімум, °C    | −18,1                  | −13,2                  | −5,8                   | 1,7                    | 8,4                    | 13,5                   | 16,2                   | 14,5                   | 8,6                    | 1,4                    | −7,3                   | −15,3                  | 0,4                    |
| Норма опадів, мм        | 2.2                    | 3.9                    | 10                     | 17.8                   | 32.7                   | 50.4                   | 96.2                   | 91.7                   | 47.8                   | 24.8                   | 6.5                    | 3.5                    | 387.5                  |
| Вологість повітря, %    | 62                     | 56                     | 48                     | 40                     | 41                     | 49                     | 61                     | 68                     | 65                     | 61                     | 60                     | 62                     | 56.1                   |
| ----------------------- | ---------------------- | ---------------------- | ---------------------- | ---------------------- | ---------------------- | ---------------------- | ---------------------- | ---------------------- | ---------------------- | ---------------------- | ---------------------- | ---------------------- | ---------------------- |
| Джерело: data.cma.cn    |                        |                        |                        |                        |                        |                        |                        |                        |                        |                        |                        |                        |                        |